# Pablo Alfonso Rosas Guarín
Pablo Alfonso Rosas Guarín (Cúcuta, 2 de agosto de 1928-Armenia, 14 de agosto de 2017) fue un general y director de la policía colombiano.

## Carrera de Policía
Bachiller del instituto El Carmen de Bogotá. Obtuvo el grado de Teniente segundo el 17 de diciembre de 1950 como integrante del curso 8 de oficiales coronel Juan José Rondón. Oficial de los departamentos de Córdoba, Atlántico, Santander, Valle y Tolima en donde fue herido en combate en el sitio de El Reflejo; oficial de la Escuela de Cadetes de Policía; agregado de policía en Ecuador, jefe de servicios de policía, jefe del Estado Mayor de Planeación, inspector, subdirector y director de la Policía.

## Director general de la Policía
Creó los departamentos de policía Amazonas y Caquetá, las colonias vacacionales de Ricaurte, Tolú, Cali y Popayán, incorporación de mujeres a los cursos de oficiales, creó las clínicas regionales en Bucaramanga, Cali, Manizales, Medellín, Neiva y Tunja e inició la construcción de las actuales sedes de la Dirección General y el Hospital Central de la Policía. El 5 de diciembre de 1972 recibió el grado de Brigadier general y el 1° de junio de 1976 el de Mayor general.